# 三村亨
三村 亨（みむら とおる、1955年12月26日 - ）は、日本の財務官僚、弁護士。財務省近畿財務局長や、防衛省人事教育局長、防衛研究所所長、防衛審議官、損保ジャパン日本興亜総合研究所理事長などを歴任した。

## 人物・経歴
岡山県出身。1979年 東京大学法学部卒業、大蔵省入省。証券局、1981年-1983年ケンブリッジ大学経済学部留学、大臣官房秘書課財務官室調査主任。1985年7月 国際金融局総務課長補佐（企画調整・渉外）。1986年7月 左京税務署長。大臣官房文書課長補佐（審査）、大臣官房秘書課財務官室長、財務省主計局主計官（防衛担当）、理財局国債課長、理財局国債企画課長、理財局財政投融資総括課長、福岡財務支局長、大臣官房審議官（理財局担当）等を経て、2010年 金融庁総務企画局審議官兼公認会計士・監査審査会事務局長。2011年 財務省近畿財務局長。2012年 防衛省大臣官房審議官。同年 防衛省人事教育局長。2013年 防衛研究所所長。2014年 防衛省経理装備局長。2015年 防衛審議官。2016年 損害保険ジャパン日本興亜顧問、損保ジャパン日本興亜総合研究所理事長。2017年 エルテス取締役。2018年 弁護士登録（東京弁護士会）、芝総合法律事務所オブ・カウンセル。2019年 日本たばこ産業常勤監査役。2023年 楽天銀行監査役。